# Montañas Vihorlat
Las montañas (en eslovaco: Vihorlatské vrchy; en ucraniano: Вигорлат, Vyhorliat) o coloquialmente Vihorlat son una cordillera volcánica en el este de Eslovaquia y el oeste de Ucrania. Una parte están declaradas Patrimonio de la Humanidad.

## Las montañas Vihorlat en Eslovaquia
La parte eslovaca tiene 55 km de largo, hasta 11 km de ancho y entre 400 y 1.076 m de alto. Pertenece al grupo Región Vihorlat-Gutin de las montañas interiores de los del Cárpatos del Este  La parte media de las montañas está protegida por el Área Protegida de Vihorlat.
Vihorlat está bordeado por las Tierras Bajas de Eslovaquia Oriental (Východoslovenská nížina) en el sur y el oeste. El Piamonte Beskidian (Beskydské predhorie) separa Vihorlat de las montañas de Bukovské vrchy y las tierras altas de Laborecká vrchovina en el norte. El pico más alto es Vihorlat a 1.076 m AMSL. El lago más grande de la cordillera es Morské oko, que está situado a una altitud de 618 m AMSL.

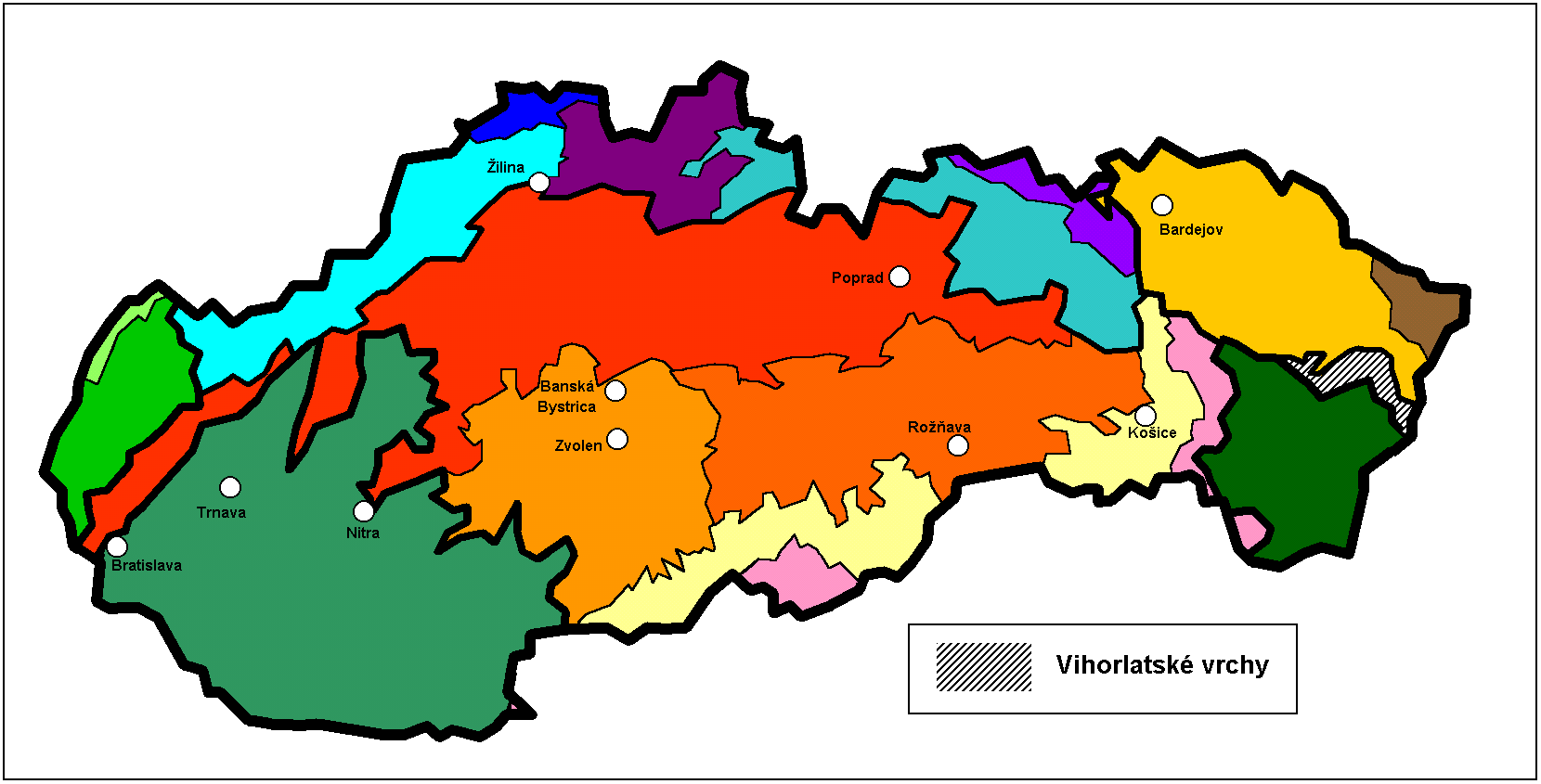
Ubicación de Vihorlat en Eslovaquia dentro de la división geomorfológica de Eslovaquia (en gris)

## Sitio de Patrimonio mundial
Kyjovský prales, un hayedo primitivo en las montañas de Vihorlat, fue declarado por la UNESCO como Patrimonio de la Humanidad el 28 de junio de 2007 debido a sus patrones y procesos ecológicos integrales y sin perturbaciones.